# Лампорт, Уильям
Уильям Лампорт (англ. William Lamport, около 1610, Уэксфорд, Королевство Ирландия — 1659, Мехико, Новая Испания) — ирландский авантюрист, готовивший в Мексике (Новой Испании) восстание против испанских властей.

## Биография
Родился в ирландской купеческой католической семье английского происхождения. Когда ему было 7 лет, его дед был арестован и казнен по приказу короля Якова I. Учился в иезуитской школе в Дублине, затем в школе в Лондоне. Будучи подростком, был арестован за написание памфлетов против английского короля Карла I, но смог бежать из тюрьмы и отплыл на корабле во Францию. 
Вблизи Сен-Мало корабль, на котором он плыл, был захвачен пиратами, и Лампорт присоединился к ним. Несколько лет он плавал с пиратами, а затем поселился в испанской  Ла-Корунье. Там он стал называться на испанский манер Доном Гильеном Ломбардо (Don Guillén Lombardo). Он учился в ирландском колледже в Саламанке, а затем участвовал в Тридцатилетней войне, сражаясь за Испанию — участвовал в битвах при Нёрдлингене (1634) и при Фуэнтеррабии (1638). Его заметил фаворит испанского короля Филиппа IV граф-герцог де Оливарес, который привлёк его к участию в различных шпионско-дипломатических миссиях в Европе.  
В Мадриде он вступил в связь с дворянской девушкой Анной де Кано-и-Левия (Doña Ana de Cano y Leyva), которая забеременела от него, после чего в 1640 году он бежал из Испании (возможно, чтобы избежать скандала) в Мексику (Новую Испанию). По другим данным, де Оливарес послал его туда в качестве шпиона как надежного человека, который мог бы сообщать о настроениях жителей этой колонии, выражавших недовольство испанской властью. 
Как бы то ни было, Лампорт обосновался в Мехико и посылал донесения оттуда де Оливаресу, а также участвовал в местных политических интригах. 
В 1642 году он стал разрабатывать план создания в Мексике независимого от Испании государства, при этом себя он видел в роли императора, но ограниченного парламентом и такого, который может быть смещен, если будет править как тиран. Его план также предусматривал освобождение рабов. Лампорт попытался найти сторонников, но по доносу был арестован в октябре 1642 года.
Однако его обвинили не в политическом заговоре, а в ереси и колдовстве (в частности, в использовании кактуса пейота для вызывания у себя видений/галлюцинаций). Его делом занялась инквизиция. Во время его нахождения в тюрьме распространялись слухи (возможно, им самим), что он — незаконнорожденный сын испанского короля Филиппа III (то есть брат правящего короля Филиппа IV). В декабре 1650 года он бежал из тюрьмы, расклеил на видных местах рукописные прокламации, обличавшие инквизицию, но был вскоре пойман. После этого его поместили в строгое одиночное заключение, а в 1659 году приговорили к сожжению на костре как еретика. Он мужественно встретил смерть и смог во время казни, до того как пламя коснулось его, ослабить верёвки, которыми был привязан к столбу, и удавиться на железном обруче, охватывавшем его шею .

## Память
Статуя Уильяма Лампорта установлена в мемориале «Ангел независимости» в Мехико, посвящённом борцам за свободу Мексики.

## В культуре
О жизни Лампорта мексиканский писатель Висенте Рива Паласио написал роман «Мемуары самозванца: дон Гильен де Лампарт, король Мексики» (Memorias de un impostor, don Guillén de Lampart, rey de México, 1872). Лампорта считают одним из прототипов Зорро.